# François Holandre
Cet article possède un paronyme, voir François Hollande.
Jean François Holandre, (9 avril 1753 à Tilly-sur-Meuse - 18 juin 1830 à Verdun) est un naturaliste français. Il est l’auteur de plusieurs ouvrages d'histoire naturelle.

## Biographie
Jean François Holandre voit le jour à Tilly-sur-Meuse, le 9 avril 1753. Chirurgien militaire, il commence sa carrière à la gendarmerie de Nancy, avant d'embarquer, de 1774 à 1776, en qualité de médecin major, à bord de la frégate l'Atalante, chargée de l'inspection des Échelles du Levant pour le baron François de Tott. Rentré en France, il sert à l'hôpital de Brest jusqu'en 1779. Tombé gravement malade, Holandre part en convalescence à Metz, où il exerce la médecine durant plusieurs années et donne des cours de minéralogie.
En 1782, Holandre reçoit la charge de la conservation du riche cabinet de curiosités du duc Charles II Auguste de Pfalz-Zweibrücken (1746-1795), prince de Deux-Ponts, une charge qu'il conservera jusqu'en 1793. À cette époque, il est également conseiller aulique et médecin de la cour. En 1785, il publie un Catalogue des oiseaux qui composent la collection de son altesse sérénissime Monseigneur le Prince Palatin Duc régnant des Deux-Ponts. Il collabore avec Laurent de Chazelles à la traduction du Dictionnaire des jardiniers et des cultivateurs de Philip Miller (1691-1771). L’ouvrage est complété par le Supplément au Dictionnaire des jardiniers, qui comprend tous les genres et les espèces de plantes non détaillées dans le Dictionnaire de Miller (deux volumes, 1789-1790). À cette époque, Jean François Holandre devient correspondant de la Société royale de médecine de Paris, qui le charge d'étudier la manière dont la peste se propage et les moyens de s'en préserver. Il est également membre honoraire de la Société des Antiquités de Cassel. En 1790, il fait paraître les huit volumes de l’Abrégé d'Histoire Naturelle des Quadrupèdes Vivipares et des Oiseaux chez Sanson & Compagnie. En 1792, la principauté de Deux-Ponts devient française et en 1793, le château de Karlsberg, qui abrite le cabinet de curiosités, est totalement détruit. 
En 1792, Jean François Holandre est envoyé à l'armée du Nord, avant d'être nommé à l'hôpital militaire de Metz. En même temps, il enseigne à l'école centrale de la ville. En août 1807, Holandre adresse au Tribunat des observations sur les remboursements faits durant le cours forcé du papier-monnaie, un mémoire et un projet de loi sur la question. 
François Holandre décéda à Moulainville, près de Verdun en Lorraine, 18 juin 1830. Il était l'oncle du botaniste Jean Joseph Jacques Holandre (1778-1857).

## Publications scientifiques
- Abrégé d'histoire naturelle des quadrupèdes vivipares et des oiseaux, par M. Holandre, Sanson, Aux Deux-Ponts, 1790.
- Supplément au Dictionnaire des jardiniers, qui comprend tous les genres et les espèces de plantes non détaillées dans le Dictionnaire de Miller,... par M. de Chazelles avec la collaboration de F. Holandre, impr. de C. Lamort, Metz, 1789-1790.
- Deo. opt. max. Dissertatio pharmacologica, de emmenagogis, discutienda in aula facultatis medicæ Nanceianæ, die sabbati 1. julii 1780, horâ tertiâ pomeridianâ. praeside clarissimo consultissimoque viro D. D. Nicolao Guillemin, Regis consiliario & medico, facultatis medicæ professore regio, necnon collegii regii medicorum Nanceianorum ordinario [ à la fin : ] Proponebat Nanceii Joannes Franciscus Holandre ex Tilly, diœcesis Virdunensis, AA. LL.& philosophiæ magister, Societatis regiæ medicæ socius correspond. medicinæ baccalaureus. Pro licentiatu medico, Publication :  Nanceii, ex typis Sebastiani Bachot, Regis et Universitatis typographi, bibliopolæque jurati, 1780.

## Source partielle
- « Histoire des collections d'histoire naturelle de la ville de Metz »